# 中国人民解放军陆军合成第一九一旅
合成第一九一旅（英語：191st Combined Arms Brigade），是中国人民解放军陆军第七十九集团军下辖的一个轻型合成旅，驻地辽宁省丹东市。

## 历史概述
该旅最前身是1937年11月成立的八路军晋察冀军区第三军分区，后改编为第一九一师，下辖五七一、五七二、五七三团，其中五七一团为前八路军总部特务团，五七二团为前中国工农红军第七军。

## 沿革
参考资料：
| 部隊番號                   | 使用時期              |
| -------------------------- | --------------------- |
| 八路军晋察冀军区第三军分区 | 1937年11月-1945年8月  |
| 冀晋纵队第一旅             | 1945年8月-1946年6月   |
| 晋察冀野战军第十一旅       | 1946年6月-1949年2月   |
| 中國人民解放軍第一九一师   | 1949年2月-1960年1月   |
| 陆军第一九一师             | 1960年1月-1985年9月   |
| 步兵第一九一师             | 1985年10月-1998年10月 |
| 摩托化步兵第一九一旅       | 2003年10月-2017年4月  |
| 合成第一九一旅             | 2017年4月至今         |